# Alnus rubra
Alnus rubra — вид квіткових рослин з родини березових. Поширення: Канада (Юкон, Британська Колумбія), США (Айдахо, Вашингтон, Монтана, Каліфорнія, Аляска, Орегон).

## Біоморфологічна характеристика
Це дерево заввишки до 30 метрів; стовбурів часто кілька, крони вузькі або пірамідальні. Кора сіра, гладка, з віком темніє та розпадається на неглибокі прямокутні пластинки. Листкова пластинка від яйцеподібної до еліптичної, 6–16 × 3–11 см, шкіряста, основа від широко клиноподібної до округлої, краї сильно загнуті, глибоко подвійно пилчасті або городчасті, з помітно більшими вторинними зубцями, верхівка гостра до тупої; поверхні знизу від голих до рідко запушених. Цвіте рано навесні. Супліддя яйцеподібні або майже кулясті, 1–3.5 × 0.6–1.5 см; квітконоси 1–10 мм. Самари яйцеподібні або еліптичні, крила значно вужчі за тіло, від неправильно еліптичних до оберненояйцеподібних, шкірясті. 2n = 28.

## Середовище
Зростає на висотах від 0 до 300 метрів. У дозаселені часи спільноти Alnus rubra переважно мешкали в струмках та вологих місцевостях. Відтоді такі порушення, як вирубка лісу, призвели до появи великої кількості відкритих ділянок з голим мінеральним ґрунтом, що сприяє колонізації A. rubra. Цей вид зустрічається на піщаних узбережжях, берегах озер, берегах струмків, заплавах, вологих схилах та порушених ділянках, таких як вологі снігові лавинні зсуви або нещодавно очищені землі з вологими ґрунтами. Він зустрічається на широкому діапазоні ґрунтів, від добре дренованих гравійних або піскових до погано дренованих глинистих або органічних ґрунтів. Alnus rubra росте як у чистих, так і в змішаних насадженнях.

## Використання
Alnus rubra вважається найважливішою комерційною твердою породою деревини Тихоокеанського Північного Заходу. Дрібна рівномірна текстура та помірна щільність деревини полегшують її обробку. Вона легко шліфується та полірується, добре утримує фарби та покриття, легко фарбується та рідко розколюється. Завдяки цим сприятливим характеристикам, а також тому факту, що вона набагато дешевша за інші тверді породи деревини, що використовуються у виробництві меблів, деревина широко використовується для виготовлення меблів та шаф. Її також використовують у виробництві сувенірів, оздоблення, панелей, піддонів, шпону, фанери та заглушок для рулонів паперу. До менших вироблених виробів належать ручки для щіток, котушки, лотки, підошви для взуття та коробки. Вона є важливим джерелом целюлози для паперової продукції. Цей вид використовується в промисловості копченого тихоокеанського лосося на Тихоокеанському Північному Заході. Рослина має й медичне використання.
Олені та лосі їдять листя, гілочки та бруньки. Насіння приваблює багатьох птахів та дрібних ссавців, включаючи чижів, золотих оленів та мишей. Більшість насіння залишається на дереві до осені та зими, забезпечуючи цінні ресурси для птахів, комах та ссавців, що харчуються насінням, коли іншої їжі мало. Бобри їдять кору та будують дамби та житла зі стебел. Цей вид забезпечує цінне гніздування для птахів та теплове укриття для чорнохвостих оленів та інших диких тварин.
Це чудовий вид для відновлення лісових масивів. Дерева використовуються в лісових прибережних буферних зонах, щоб допомогти зменшити ерозію берегів річок, захистити якість води та покращити водне середовище. Насадження цього виду ефективні в боротьбі з ерозією на крутих схилах у порушених районах.

## Галерея

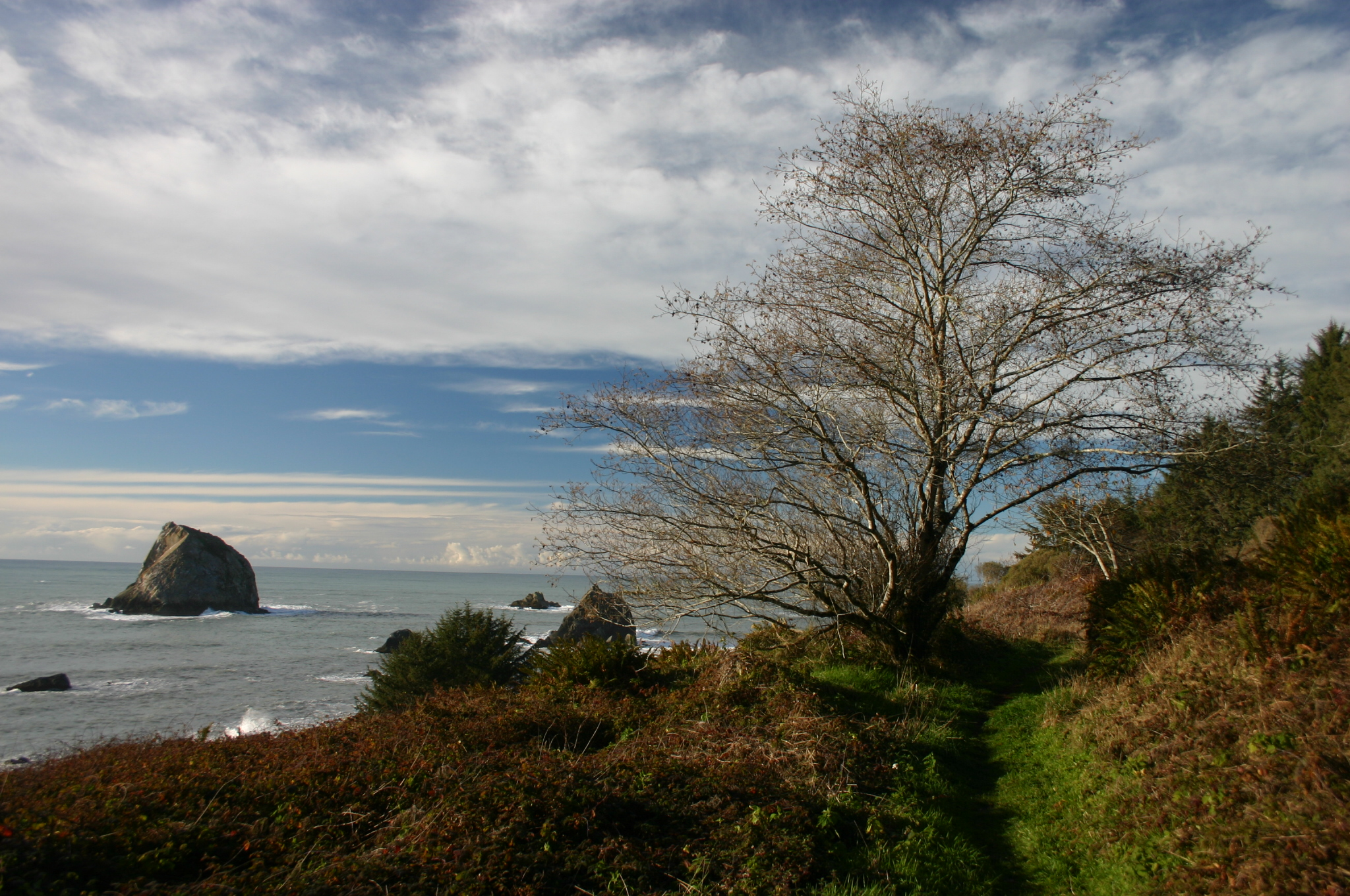
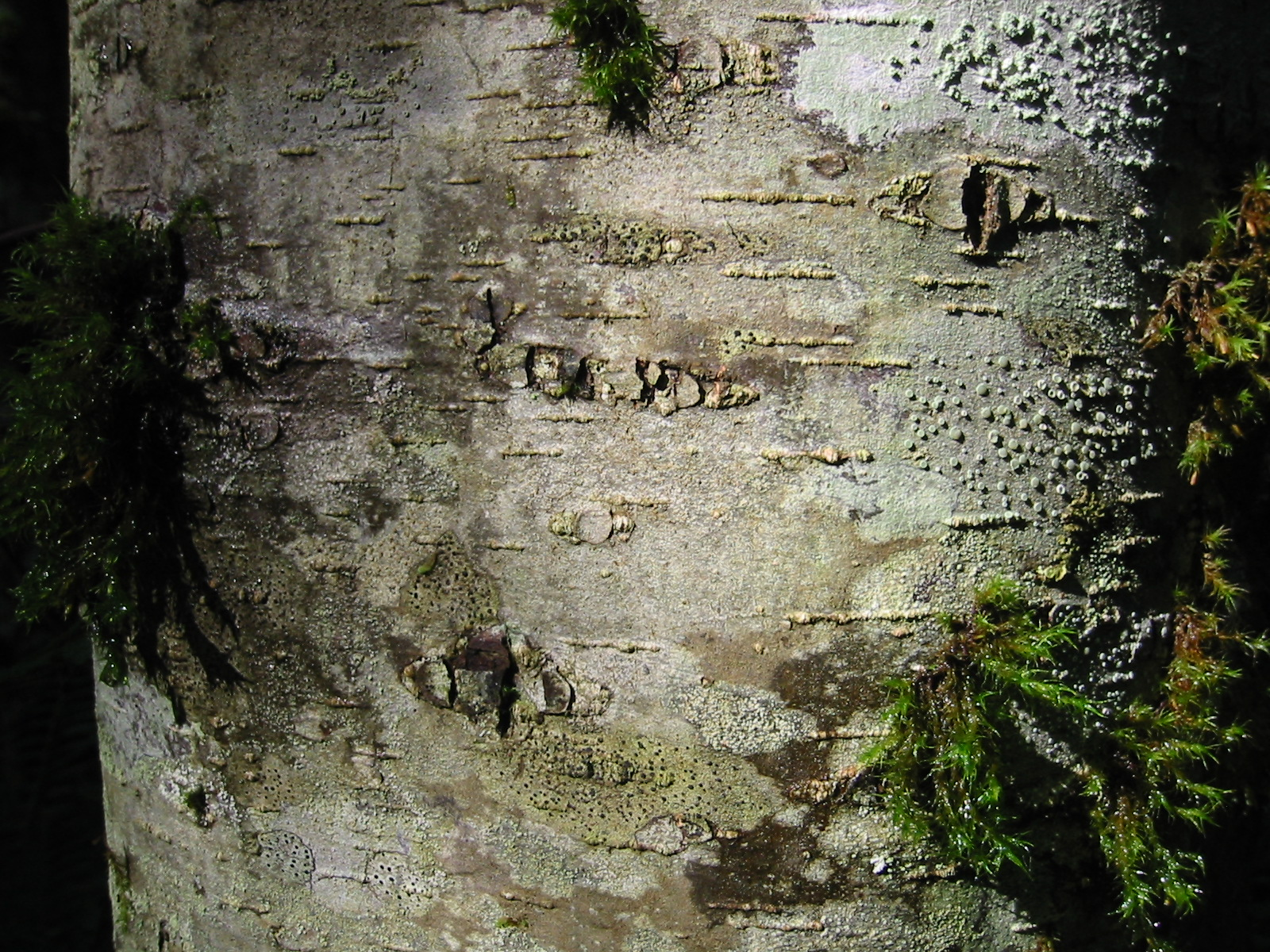
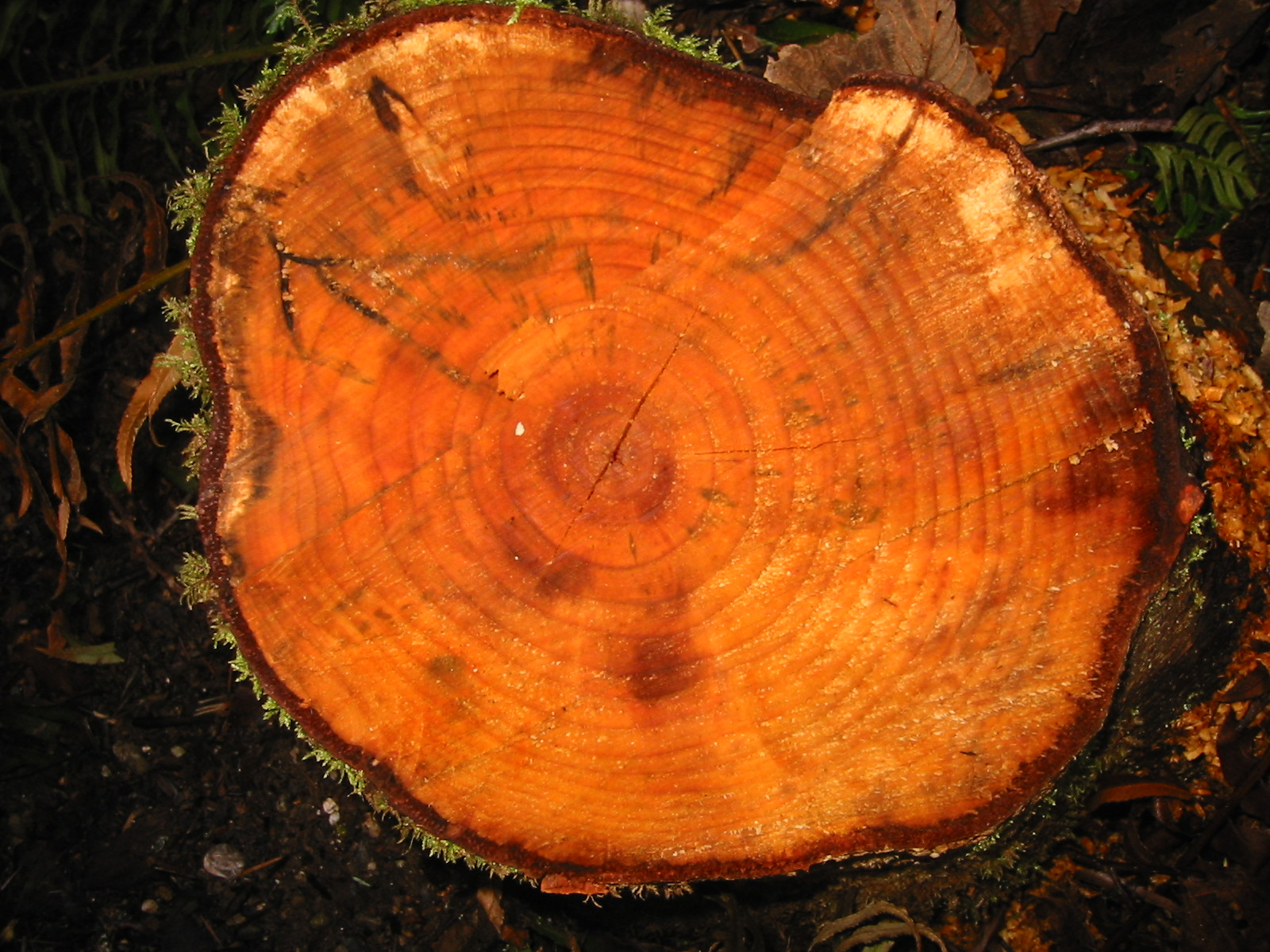
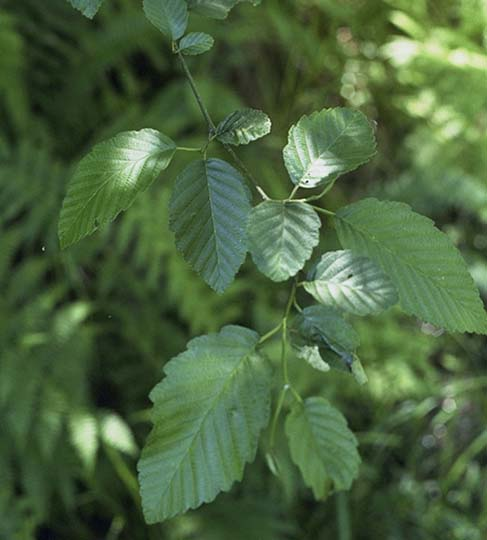
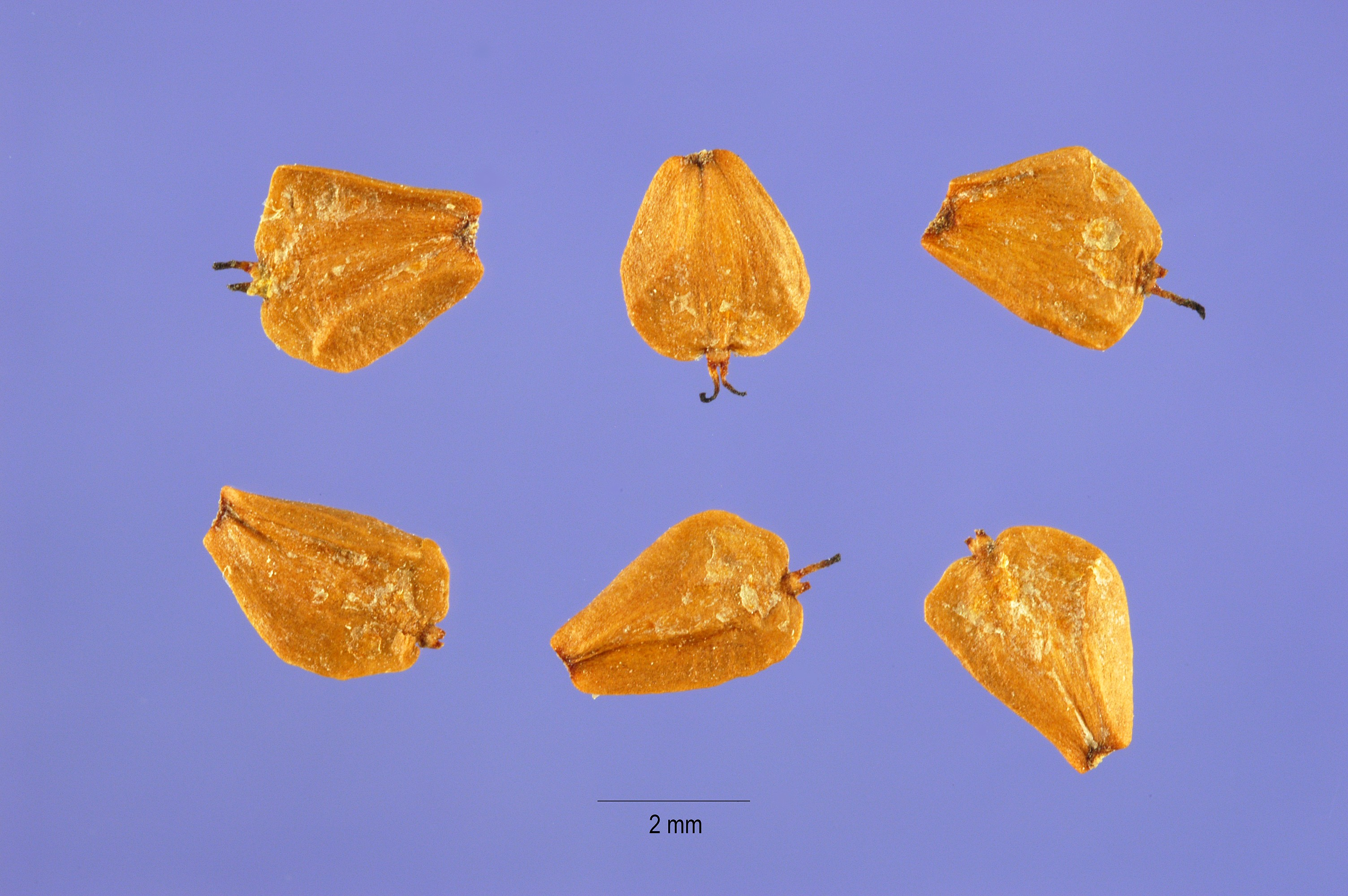